# アメリカインディアン協会

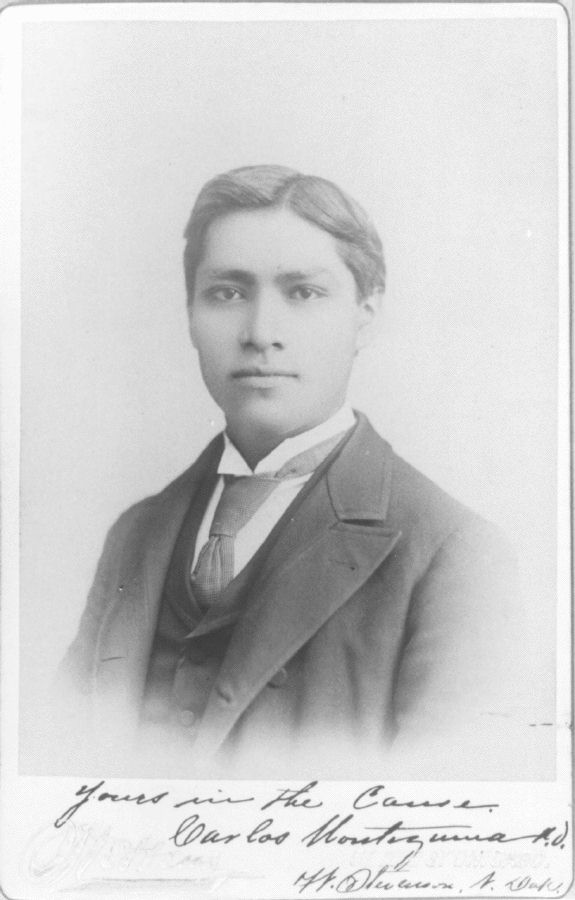
アメリカインディアン協会の中心人物、カルロス・モンテスマ（1890年撮影）

アメリカインディアン協会（Society of American Indians, 略 SAI）は、アメリカインディアンの権利団体、ロビー団体。
アメリカインディアン協会（SAI）は、カルロス・モンテスマ博士（ヤヴァパイ族・アパッチ族）、チャールズ・イーストマン（ダコタ・スー族）、トーマス・スローン（オマハ族）、チャールズ・ダジネット（ペオリア族）、ローラ・コーネリアス（オナイダ族）、アーサー・キャスウェル・パーカー（セネカ族）、ジトカラサ（ガートルード・ボニン）（ヤンクトン・スー族）、シャーマン・クーリッジ（アラパホー族）といった、インディアン運動家を発起人とし、オハイオ州立大学の ファイエット・A・マッケンジー教授が後見人となって、1911年にオハイオ州コロンバスで結成された、インディアン民族初のロビー団体である。マッケンジー教授は、自身のクラスに彼らインディアン運動家を講演招待していた白人の学者だった。
発起人となったカルロスたちは、「インディアン寄宿学校」で白人の教育を受け、白人の教養や学位を取得した、中流階級のエリートだった。それぞれが白人の文化を先進的なものとして受け入れたうえでインディアンと白人の文化融合を理想とし、白人社会の中でのインディアンの権利について運動を行ってきた個人たちだった。SAIの方向性は合衆国議会の中でのロビー活動を主体としており、のちの黒人たちによる公民権運動に近かった。
彼らはインディアン民族の伝統衣装や振る舞いに対する白人社会の好奇の目を常に浴びてきたため、これに反発して、背広やドレスを着、ネクタイを締め、白人の装いをして活動を行った。白人から見て「行儀のよい」彼らのロビー活動は、白人社会の受けが大変に良かった。SAIは白人メンバーの参加も認めたが、団体における役員選挙権は認めなかった。運営資金の一部は、カルロスが個人収集したインディアン工芸品を売却してまかなわれた。
1911年、18人のインディアンたちによる結成総会が、「コロンブス・デー」に合わせ、オハイオ州コロンバスで行われ、アーサー・キャスウェル・パーカーが議長に選任された。
彼らはこの総会で、この日を「インディアンが白人のアメリカを発見した日！」と決議した。
彼らはジム・ソープなど著名なインディアンアスリートの栄誉をアピールする一方、「バック」だとか「スコウ」といったインディアンに対する蔑称の廃止を要求した。
1916年、激しい言動で「炎のようなアパッチ」と呼ばれたカルロス・モンテスマ博士は、自費出版で月刊誌『Wassaja』を刊行し始めた。カルロスはBIA（インディアン管理局）の連邦予算の不正横領を暴き、故郷「ソルト川保留地」の保留解消を打ち出したBIAに対し、「BIAはインディアンにとってのバスティーユ牢獄である」としてその解体廃止を主張した。さらにこの『Wassaja』で、カルロスはSAIの取り組みを批判し始めた。
1920年前後に、さらにSAIはイデオロギー闘争による分裂を起こした。最大の問題は、ペヨーテの扱いを巡る、インディアン保留地とアメリカ連邦政府の施政方針の違いだった。「インディアン民族としてのアイディンティティー強化」を主張する一部のメンバーたちに対し、ほとんどのメンバーが白人社会への同化を主張した。
さらに全米の保留地で、「ドーズ法」の悪影響が顕著になり始めた。ドーズ法は、1887年の施行以来、ここまででインディアン部族から領土の2／3以上と、彼らの漁猟・水利権を奪い取っていった。こうしたインディアン民族の危機のなか、ロビー活動にのみ頼ったSAIの取り組みは生ぬるいと、カルロスを始めとするメンバーから内部批判が相次ぎ始めた。これに対し、大部分のメンバーは合衆国政府に対して強い態度を採ることを拒否した。
1922年、協会の中心人物だったカルロスが死去。以後、SAIの影響力は減少し、1930年代に解散となった。
「合衆国議会でのロビー活動を中心としたインディアンの権利団体」としては、大戦中の1944年に結成された「アメリカインディアン国民会議」がその後を担っている。

## アメリカインディアン・デー
SAIは、「コロンブス・デー」に対抗して、「アメリカインディアン・デー」を提唱した団体である。提案者のひとりはアーサー・C・パーカー博士だった。彼は「最初のアメリカ人のための記念日」を設立するよう、米国ボーイ・スカウト連盟を三年にわたって説得していた。 
1915年、カンザス州ローレンスでのSAIの例年会議で、正式にインディアンをアメリカ市民として認識させる第一段階として、この「アメリカインディアンの日」構想が承認された。SAIは毎年5月の第2土曜日を「アメリカインディアンの日」とし、シャーマン・クーリッジによって9月28日に公式に宣言が行われた。この宣言の前年から、レッドフォックス・ジェームズ（ブラックフット族）は馬で各州を回り、1915年12月14日に、ホワイトハウスに24の州政府による認定書を提出した。
1916年、ニューヨーク州が「アメリカインディアン・デー」を認め、5月の第2土曜日にこれを宣言した。イリノイ州では、1919年にこの日が議員立法された。現在、いくつかの州が「コロンブス・デー」を「アメリカ先住民の日」と呼んでいる。
1990年8月3日、ブッシュ大統領は、この年11月を「全米アメリカインディアン伝統継承の月」と指定するとの共同決議を承認した。 1994年以来、同様の宣言は毎年行われている。

## 機関誌
SAIは、インディアンをアメリカ市民として教育するとの抱負から、『季刊誌アメリカインディアン』を1913年から1915年まで発行した。この季刊誌は、1916年から『アメリカインディアン・マガジン』と名称を変更し、1920年まで刊行された。